# Otto Häuselmayer
Otto Häuselmayer (* 1943 in Wien) ist ein österreichischer Architekt.

## Leben
Otto Häuselmayer studierte an der Technischen Universität Wien Architektur und besuchte die Salzburger Sommerakademie bei Jacob Berend Bakema. Er war Mitarbeiter beim Architekten Wilhelm Holzbauer, dann Assistent am Hochbauinstitut der TU Wien und wurde 1976 freischaffender Architekt in Wien.

## Auszeichnungen
- 1994 Preis der Stadt Wien für Architektur

## Realisationen (Auswahl)
- 1989–1992 Siedlung Wienerberggründe in Wien-Favoriten
- 1997–2000 Hanghaus 2. Schutzbau über der archäologischen Grabungsanlage in Ephesos, Türkei
- 1990–1992 Pfarrkirche Emmaus am Wienerberg in Wien-Favoriten
- 1994–1995 Pfarrkirche Cyrill und Method in Wien-Floridsdorf